# Занкт-Йоганн (Ройтлінген)
Занкт-Йоганн (нім. St. Johann) — громада в Німеччині, знаходиться в землі Баден-Вюртемберг. Підпорядковується адміністративному округу Тюбінген. Входить до складу району Ройтлінген.
Площа — 58,96 км2. Населення становить 5185 ос. (станом на 31 грудня 2020).